# Manulea robusta
Manulea robusta là một loài thực vật có hoa trong họ Huyền sâm. Loài này được Pilg. mô tả khoa học đầu tiên.